# Âme
Âme (französisch Seele) ist ein deutsches House-Projekt. Das Duo besteht aus den beiden Produzenten Kristian Beyer und Frank Wiedemann.

## Werdegang
Frank Wiedemann trat bereits 2001 mit seinem Projekt Soul FC auf der Compilation Future Sound Of Jazz in Erscheinung.
Zunächst produzieren die beiden auf dem Jazzanova-Label Sonar Kollektiv einige Tracks. Im Frühjahr 2003 erschien mit Sarari die erste Maxi-Single von Âme. 2004 erschien ihre Single-Compilation Âme. 2005 wurde Âme vor allem durch den Track Rej bekannt. In der Zeitschrift Groove Magazine schaffte es der Track bis auf Platz 2 und in die Charts einzelner DJs. Der Track wurde mehrfach neu aufgelegt und erschien unter anderem mit Remixen von Pastaboys, Wally Lopez und A Hundred Birds.
2005 gründeten sie gemeinsam mit Dixon ihr eigenes Label Innervisions.
Für das 2009 veröffentlichte Mix-Album The Grandfather Paradox und verschiedene Singles arbeiteten Âme mit den Musikern Henrik Schwarz und Dixon zusammen. Die vier Musiker treten auch unter den Projektnamen Innervisions Orchestra und A Critical Mass auf.
Die Auftritte von Âme sind entweder DJ-Sets von Kristian Beyer als Âme DJ oder Live-Sets von Frank Wiedemann als Âme Live. Seit 2017 treten sie vereinzelt auch als Âme II Âme gemeinsam auf.
Im Juni 2018 haben sie ihr erstes Studio-Album Dream House veröffentlicht.

## Diskographie

### Alben und DJ-Mixe
- 2004: Âme – Âme (Sonar Kollektiv)
- 2006: Âme – ... Mixing (DJ-Mix, Sonar Kollektiv)
- 2007: Âme – Coast 2 Coast (DJ-Mix, NRK Sound Division)
- 2007: Âme – RA.042 (DJ-Mix, Resident Advisor)
- 2008: Âme – Fabric 42 (DJ-Mix, Fabric)
- 2009: Henrik Schwarz / Âme / Dixon – The Grandfather Paradox (DJ-Mix, BBE)
- 2011: Âme – Primary Structures (DJ-Mix, Innervisions)
- 2012: Âme – LIVE (Live-Album, Innervisions)
- 2018: Âme – Dream House (Innervisions)

### Single & EPs
- 2003: Âme – Sarari / Hydrolic Dog (Sonar Kollektiv)
- 2004: Âme – Mifune / Shiro (Sonar Kollektiv)
- 2004: Âme – Ojomo / Nia (Sonar Kollektiv)
- 2005: Âme – Rej EP (Sonar Kollektiv)
- 2005: Âme – Kuma / Engoli (Sonar Kollektiv)
- 2006: Âme / Agora Rhythm – Excelsior / My Vision (Sonar Kollektiv)
- 2006: Henrik Schwarz / Âme / Dixon feat. Derrick L. Carter - Where We At EP (Sonar Kollektiv)
- 2007: Âme – Fiori (Ostgut Ton)
- 2007: Âme – Balandine EP (Innervisions)
- 2008: Henrik Schwarz / Âme / Dixon – D.P.O.M.B. EP (Innervisions)
- 2009: Âme – Setsa / Ensor (Innervisions)
- 2010: Henrik Schwarz / Âme / Dixon – A Critical Mass Live EP (Innervisions)
- 2010: Âme – Rrose Sélavy EP (Innervisions)
- 2011: Âme & Amampondo – Ku Kanjani EP (Innervisions)
- 2013: Âme – Tatischeff - Single (Innervisions)
- 2018: Âme feat. Matthew Herbert – The Line (Innervisions)
- 2021: Âme – The Witness EP
- 2024: Âme – Asa
- 2024: Âme feat. Curses – Shadow Of Love

### Remixe (Auswahl)
- 2003: Trüby Trio – Universal Love (Âme Rootdown Round Midnite Mix)
- 2004: Jazzanova – Glow And Glare (Âme Remix)
- 2006: Akabu – Phuture Bound (Âme Remix)
- 2007: DJ Gregory – Elle (Âme Piano Mix)
- 2010: Gotan Project – De Hombre A Hombre (Ame Remix)
- 2010: Delia Gonzalez & Gavin Russom – Track 5 (Âme Remix)
- 2010: Mike Oldfield – Tubular Bells (Âme Re-Interpretation)
- 2011: DOP – No More Daddy (Âme Remix)
- 2011: Osunlade – Envision (Âme Remix)
- 2012: Howling – Howling (Âme Remix)
- 2014: Sailor & I – Turn Around (Âme Remix)
- 2014: Dan Croll – From Nowhere (Âme Remix) (unreleased)
- 2016: Moderat – Running (Âme Remix)
- 2018: Franz Ferdinand – Feel The Love Go (Âme Remix)
- 2022: Rhye – Black Rain (Âme Remix)
- 2022: mOat – Paradise (Âme Remix)
- 2022: Solomun, Zoot Woman – Out of Focus (Âme Remix)
- 2022: Jaydee, J Dilla – B.B.E. - Big Booty Express (Âme Remix)